# Africactenus guineensis
Espèce
Synonymes
- Caloctenus guineensis Simon, 1897

Africactenus guineensis est une espèce d'araignées aranéomorphes de la famille des Ctenidae.

## Distribution
Cette espèce est endémique de Sierra Leone.

## Description
La femelle holotype mesure 15 mm.

## Étymologie
Son nom d'espèce, composé de guine[e] et du suffixe latin -ensis, « qui vit dans, qui habite », lui a été donné en référence au lieu de sa découverte, la côte de Guinée.

## Publication originale
- Simon, 1897 : Études arachnologiques. 27e Mémoire. XLII. Descriptions d'espèces nouvelles de l'ordre des Araneae. Annales de la Société entomologique de France, vol. 65, p. 465-510 (texte intégral).